# Narvi (satélite)
Narvi (pronunciado [ˈnɑrvi] NAR-vee), o Saturno XXXI, es un satélite natural de Saturno. Fue descubierto por un equipo de astrónomos liderado por Scott S. Sheppard en 2003, y se le dio la designación temporal de S/2003 S 1.

## Descripción
Narvi tiene cerca de 6,6 kilómetros de diámetro, y orbita a Saturno a una distancia media de 19 371 000 km en 995.33 días, con una inclinación de 137° a la eclíptica (109° al ecuador de Saturno), en un sentido retrógrado y con una excentricidad de 0.2990.

## Nombramiento
Fue nombrado en enero de 2005 como Narvi de la Mitología Nórdica, también conocido como Narfi o Nari, descendiente de Loki con Sigyn que fue asesinado para castigar a Loki por sus crímenes. Los dioses convirtieron a su hermano Váli en un lobo que desgarró su garganta. Sus entrañas se utilizaron para atar a Loki a unas rocas para toda la eternidad, o al menos hasta el Ragnarök. El nombre fue aprobado por la UAI, por el Grupo de Trabajo sobre nomenclaturas del sistema planetario el 21 de enero de 2005.